# Княжна Мері (фільм, 1955)
«Княжна Мері» — радянський художній фільм, знятий в 1955 році режисером Ісидором Анненським, екранізація роману Михайла Лермонтова «Герой нашого часу».

## Сюжет
Фільм розповідає про романтичну історію Печоріна, чия безрозсудна любовна гра обертається трагедією і для нього самого — людини, яка явно не вписується в закони часу, у якому, за велінням долі, йому випало жити…

## У ролях
- Анатолій Вербицький — Печорін
- Карина Шмаринова — княжна Мері
- Леонід Губанов — Грушницький
- Михайло Астангов — лікар Вернер
- Клавдія Єланська — княгиня Ліговська
- Тетяна Пилецька — Віра
- Федір Нікітін — князь Ліговський
- Віталій Поліцеймако — драгунський капітан
- Тетяна Панкова — дама з бородавкою на балу
- Віктор Кольцов — п'яний на балу
- Георгій Георгіу — Раєвич
- Арутюн Акопян — Альфельбаум, фокусник
- Дмитро Кара-Дмитрієв — слуга
- Капітоліна Іллєнко — дама
- Микола Горлов — офіцер
- Клавдія Козльонкова — прислуга у Ліговської

## Знімальна група
- Режисер:  Ісидор Анненський
- Сценарист:  Ісидор Анненський
- Оператор:  Михайло Кириллов
- Художник-постановник: Олександр Діхтяр
- Художник по костюмах: Ельза Рапопорт
- Композитор:  Лев Шварц
- Звукорежисер: Дмитро Флянгольц